# Шабунина, Агафья Харитоновна
Агафья Харитоновна Шабунина (1910 год — неизвестно, посёлок Цитрусовый, Краснодарский край) — бригадир совхоза имени Берия Министерства сельского хозяйства СССР, Гагрский район, Абхазская АССР, Грузинская ССР. Герой Социалистического Труда (1950). Депутат Верховного Совета Грузинской ССР 4-го созыва.

## Биография
Родилась в 1910 году в крестьянской семье в одном из сельских населённых пунктов современного Краснодарского края.
В послевоенные годы трудилась рабочей в совхозе имени Берия (с 1953 года — Гагрский цитрусовый совхоз) Гагрского района.
В 1949 году собрала в среднем с каждого дерева по 1760 мандаринов с 656 полновозрастных деревьев. Указом Президиума Верховного Совета СССР от 31 июля 1950 года удостоена звания Героя Социалистического Труда за «получение высоких урожаев сортового зелёного чайного листа и цитрусовых плодов в 1949 году» с вручением ордена Ленина и золотой медали «Серп и Молот» (№ 5285).
Этим же указом званием Героя Социалистического Труда были награждены директор совхоза Геннадий Петрович Кирия, главный агроном Теофил Барнабович Мгеладзе и бригадир Аполлон Евгеньевич Гулуа.
Избиралась депутатом Верховного Совета Грузинской ССР 4-го созыва (1955—1959).
После выхода на пенсию проживал в посёлке Цитрусовый Гагрского района, потом переехала в Краснодарский край. Дата смерти не установлена.